# Jacoba Nicolina van Dantzig-Melles
Jacoba Nicolina van Dantzig-Melles (Woudsend, 25 december 1886 - Gouda, 16 augustus 1972) was een Nederlandse politica en bestuurder van maatschappelijk organisaties.

## Leven en werk
Jacoba Nicolina Melles, dochter van de deurwaarder Petrus Melles en Nicolina Bootsma, werd in Friesland geboren, maar verhuisde al op jonge leeftijd naar Zuid-Holland toen haar vader in Rotterdam ging werken. Zij groeide op in een gereformeerd gezin. Als hoofd van de huishouding van een hotel op de Veluwe maakte zij kennis met haar toekomstige echtgenoot, Eduard van Dantzig, een vertegenwoordiger van een plaatselijk warenhuis uit Gouda. Hij was opgegroeid in een joods-liberaal gezin. Beiden voelden zich aangetrokken tot de sociaaldemocratie en werden lid van de SDAP. Van Dantzig-Melles werd in 1920 als eerste vrouw benoemd in het Burgerlijk Armbestuur van Gouda. Een functie die zij ook tijdens de crisisjaren tot 1938 zou vervullen. Vanaf 1927 was zij raadslid voor de SDAP. Al tijdens de Tweede Wereldoorlog werd zij door de door de Duitsers afgezette burgemeester James gevraagd om na de oorlog toe te treden tot het college van vertrouwensmannen, dat belast zou worden met het besturen van de stad na de oorlog. Zij werd vervolgens gekozen tot wethouder en was belast met onder meer onderwijs en personeelszaken. Zij bekleedde deze functie acht jaar tot 1953. Daarnaast vervulde zij in Gouda diverse bestuurlijke functies op maatschappelijk terrein.
Van Dantzig-Melles was ridder in de Orde van Oranje-Nassau. Zij had twee zonen: Nico van Dantzig, de latere fractievoorzitter voor de PvdA in de gemeenteraad van Gouda en Andries van Dantzig, die als psychiater landelijke bekendheid kreeg.